# Hakkenden: Tōhō Hakken Ibun
Hakkenden: Tōhō Hakken Ibun (八犬伝 ―東方八犬異聞― lit. Hakkenden: Los ocho perros del Oriente?) es una serie de manga escrita e ilustrada por Miyuki Abe, basada en la serie de novelas épicas Nansō Satomi Hakkenden. Ha sido serializada desde el 10 de octubre de 2005 en la revista Gekkan Asuka de la editorial Kadokawa Shōten. Una adaptación a serie de anime producida por Studio Deen y dirigida por Mitsue Yamazaki fue estrenada el 5 de enero de 2013. Una segunda temporada fue estrenada el 8 de julio del mismo año.

## Argumento
Cinco años antes del comienzo de la historia, todos los habitantes de la aldea de Ōtsuka murieron misteriosamente; solo tres de ellos sobrevivieron: Shino Inuzuka, Sōsuke Inukawa y Hamaji. Los tres jóvenes actualmente viven en una iglesia cercana a otra aldea, cuyos habitantes ven a los sobrevivientes de Ōtsuka con suspicacia y temor. La Iglesia Imperial viene en busca de «Murasame», una espada demoníaca que Shino posee dentro de su cuerpo y gracias a la cual está vivo. Dándose cuenta de que Shino no iría con ellos voluntariamente, raptan a Hamaji, lo que obliga a Shino y Sōsuke a viajar a la Ciudad Imperial para recuperar a su amiga. Allí se encuentran con Rio Satomi, un sacerdote de la Iglesia quien le dice a Shino que debe encontrar a los otros seis dueños de las esferas sagradas.

## Personajes

### Esferas sagradas
Existen un total de ocho esferas, cada una de la cuales representan a los ocho jóvenes que pelearon junto a la princesa Fuse para derrotar a Tamazusa en los "tiempos oscuros". Shino y Sōsuke son los encargados de reunir a los dueños de dichas esferas, una tarea ordenada por Satomi. Todos los dueños de las esferas tienen cinco cosas en común; poseer una esfera, una marca en algún lugar de sus cuerpos, "Inu" al comienzo de sus apellidos, todos han muerto y volvieron a la vida, y todos tienen algún guardián espiritual o habilidad que los mantiene vivos.
Shino Inuzuka (犬塚 信乃 Inuzuka Shino?)
Voz por: Tetsuya Kakihara, Greg Ayres (inglés)
Un adolescente de dieciocho años de edad, dueño de la esfera de Devoción. Junto a Sōsuke y Hamaji, es uno de los tres sobrevivientes de la masacre de la aldea de Ōtsuka que tuvo lugar cinco años atrás. En su interior posee la espada demoníaca Murasame, gracias a la cual sigue con vida. Sin embargo y, debido a la posesión de Murasame, no puede crecer y tiene la apariencia de un niño de trece años. A pesar de que su edad cronológica es de dieciocho años, Shino tiende a actuar como un niño de trece. Shino es una persona enérgica y amable, aunque puede llegar a ser bastante ingenuo. A pesar de su personalidad despreocupada y optimista, en realidad se muestra agobiado y afligido con su inmortalidad, sabiendo que eventualmente se quedará solo.
Murasame (村雨?)
Voz por: Nobuhiko Okamoto, Greg Ayres (inglés)
Murasame es una poderosa espada demoníaca que actualmente habita dentro de Shino. Se dice que quien posea a Murasame tendrá un final trágico. Puede transformarse en un cuervo y comunicarse en lenguaje humano, aunque en su verdadera forma o estando enojado, se convierte en un monstruo sediento de sangre similar a un dragón. A pesar de su reputación, Murasame mayormente actúa de forma torpe e inmadura, aunque ha demostrado tener un lado serio y muy agresivo. También se muestra muy protector con Shino y le obedece sin importar qué. Cuando la vida de Shino se ve amenazada, toma una forma mucho más cínica y peligrosa. Murasame también tiene la capacidad de convocar lluvias.
Sōsuke Inukawa (犬川 荘介 Inukawa Sōsuke?)
Voz por: Satoshi Hino, Leraldo Anzaldua (inglés)
El dueño de la esfera del Deber y uno de los tres sobrevivientes de la aldea de Ōtsuka. Sōsuke puede tomar la forma de un perro, Yoshiro, el cual fue la mascota de Shino cuando era niño. Considera a Shino y Hamaji como su familia, puesto que no tiene parientes vivos. Se muestra muy estricto en cuanto a la seguridad y tiende a ser alguien tranquilo y sensato, completamente lo opuesto al comportamiento impetuoso y compulsivo de Shino. También es muy protector con Shino y, a menudo, se ofrece como voluntario para pagar los daños que conllevan sus actos. Un misterioso hombre que se ve idéntico a él, Ao (a quien Murasame llamaba la "sombra" de Sōsuke), es la otra mitad de su alma.
Genpachi Inukai (犬飼 現八 Inukai Genpachi?)
Voz por: Tomoaki Maeno, Andrew Love (inglés)
El dueño de la esfera de Integridad/Fe, así como también capitán de la Policía Militar Imperial. Tres años atrás, Genpachi y Kobungo fueron enviados al norte y atacados por demonios. Como resultado de dicho incidente ambos ganaron poderes demoníacos; Genpachi se convierte en un demonio del rayo que devora seres sobrenaturales. Solía estar comprometido en matrimonio con la hermana de Kobungo, Nui, pero ésta se suicidó tras enterarse de que Genpachi estaba vivo y regresaría a casa, puesto que estaba embarazada de otro hombre. Su muerte causó que Genpachi también intentase suicidarse, sin embargo, falló en todas las ocasiones debido a su nuevo estatus demoníaco. Está enamorado de Shino porque cree que, a diferencia de Nui, es alguien que no morirá fácilmente y no le importa su género.
Kobungo Inuta (犬田 小文吾 Inuta Kobungo?)
Voz por: Takuma Terashima, Mark Laskowski (inglés)
El dueño de la esfera de Hermandad/Fraternidad. Kobungo trabaja en una posada que es propiedad de su familia; anteriormente era un soldado de infantería que acompañó a Genpachi en una misión en una aldea del norte. Genpachi y Kobungo fueron atacados por demonios devoradores de hombres, pero después del incidente descubrió que podía transformarse en un demonio a voluntad. Kobungo es una persona muy excitable y se muestra preocupado por la atracción de Genpachi hacia Shino. También es muy terco y se preocupa profundamente por quienes lo rodean, tratando constantemente de sacar a Genpachi de su tristeza.
Keno Inusaka (犬阪 毛野 Inusaka Keno?)
Voz por: Jun'ichi Miyake, Illich Guardiola (inglés, temp. 1), Ian Sinclair (temp. 2)
El dueño de la esfera de Sabiduría. Apodado Asakeno, es un bailarín ambulante de apariencia andrógina que acompaña a Kokonoe y su séquito. Dos años atrás, Ao destruyó su aldea, asesinó a su familia y le arrancó el corazón. Sin embargo, Keno se negó a morir, un hecho que fascinó a la princesa demoníaca Kokonoe, quien le salvó entregándole su propio corazón. Al conocer a Sōsuke, lo atacó pensando que era la persona que atacó su aldea, pero ambos hacen las paces tras el malentendido. A pesar de su apariencia femenina, es un espadachín experto y un joven fuerte. Tiene una espada llamada Osaza que le fue confiada por su padre. Debido a que a primera vista parece ser mujer, tanto Kobungo como Dōsetsu se enamoraron de él hasta descubrir su verdadero género.
Kokonoe (九重?)
Voz por: Naomi Shindō, Carli Mosier (inglés)
La princesa demonio que salvó a Keno después de la destrucción de su aldea y casi morir a manos de Ao, dándole su corazón para que pueda vivir. Considera a Keno como su hijo.
Dōsetsu Inuyama (犬山 道節 Inuyama Dōsetsu?)
Voz por: Shin'ichirō Miki, Houston Hayes (inglés)
El dueño de la esfera de Lealtad. Fue salvado de morir congelado por un espíritu de la nieve, Yukihime, y se encuentra en la búsqueda de su hermana perdida, Mutsuki, de quien fue separado cuando eran niños. Conoce a Shino y Sōsuke en un tren cuando estaba buscando a su hermana, donde Shino reconoció a Yukihime. Tiende a entrar en pánico por cualquier cosa sobrenatural, tal cuando Murasame emerge del brazo de Shino. Cuando él y Mutsuki se separaron, le prometió que regresaría por ella y la encontraría. Más adelante, se revela que su hermana en realidad es Hamaji.
Yukihime (雪姫?)
Voz por: Mamiko Noto, Nancy Novotny (inglés)
Un espíritu de la nieve que salvó a Dōsetsu de morir, aunque a costa de su voz. Debido a que nunca se separa de Dōsetsu, siempre hace frío a su alrededor, incluso durante el verano. Se refiere a Shino como su único amigo verdadero.

## Media

### Anime
La serie de anime, dirigida por Mitsue Yamazaki y producida por Studio Deen, fue estrenada en MBS el 5 de enero de 2013. También cuenta con guion de Osamu Yamazaki y música compuesta por Hitomi Kuroishi. Fue licenciada para su lanzamiento en Estados Unidos por Sentai Filmworks y por Hanabee en Australia y Nueva Zelanda. Crunchyroll la transmitió de forma simultánea con Japón. Una segunda temporada comenzó a transmitirse el 7 de julio de 2013. El tema de apertura de la primera temporada es God FATE interpretado por Faylan, mientras que el tema de cierre es String of Pain de Tetsuya Kakihara. Para la segunda temporada, el tema de apertura fue wonder fang de Faylan, mientras que el de cierre Soai Calendula de Ceui.

#### Lista de episodios

##### Primera temporada
| #  | Título                              | Estreno               |
| -- | ----------------------------------- | --------------------- |
| 1  | «Límite» «Kyōkai» (境界)            | 5 de enero de 2013    |
| 2  | «Humano demoníaco» «Jinki» (人鬼)   | 12 de enero de 2013   |
| 3  | «Cazador de demonios» «Kioi» (鬼追) | 19 de enero de 2013   |
| 4  | «Regreso a casa» «Kikyō» (帰郷)     | 26 de enero de 2013   |
| 5  | «Protección divina» «Kago» (加護)   | 2 de febrero de 2013  |
| 6  | «Gratificación» «Homachi» (外持)    | 9 de febrero de 2013  |
| 7  | «Promesa» «Yakusoku» (約束)         | 16 de febrero de 2013 |
| 8  | «Encuentro» «Kaikō» (邂逅)          | 23 de febrero de 2013 |
| 9  | «Guardia» «Bannin» (番人)           | 2 de marzo de 2013    |
| 10 | «Figura solitaria» «Koei» (孤影)    | 9 de marzo de 2013    |
| 11 | «Avatar» «Genshin» (現身)           | 16 de marzo de 2013   |
| 12 | «El precio pagado» «Daishō» (代償)  | 23 de marzo de 2013   |
| 13 | «Karma» «Shukuen» (宿縁)            | 30 de marzo de 2013   |

##### Segunda temporada
| #       | Título                                              | Estreno                  |
| ------- | --------------------------------------------------- | ------------------------ |
| 1 (14)  | «Muñeca» «Ningyō» (人形)                            | 7 de julio de 2013       |
| 2 (15)  | «Moldura» «Mawari-en» (廻縁)                        | 14 de julio de 2013      |
| 3 (16)  | «Adversario» «Gyakuryū» (逆流)                      | 21 de julio de 2013      |
| 4 (17)  | «Ignorancia» «Mumyō» (無明)                         | 28 de julio de 2013      |
| 5 (18)  | «Plegaria» «Sanyū» (讃有)                           | 4 de agosto de 2013      |
| 6 (19)  | «Reminiscencia» «Tsuisō» (追想)                     | 11 de agosto de 2013     |
| 7 (20)  | «Encuentro» «Hōchaku» (逢着)                        | 18 de agosto de 2013     |
| 8 (21)  | «Misteriosamente desaparecido» «Kamikakushi» (神隠) | 25 de agosto de 2013     |
| 9 (22)  | «Cielos» «Ten-jun» (天巡)                           | 1 de septiembre de 2013  |
| 10 (23) | «Lunas gemelas» «Sōtsuki» (双月)                    | 8 de septiembre de 2013  |
| 11 (24) | «Encrucijada» «Kiro» (岐路)                         | 15 de septiembre de 2013 |
| 12 (25) | «Persecución» «Okkake» (追駆)                       | 22 de septiembre de 2013 |
| 13 (26) | «Destino» «Unmei» (運命)                            | 29 de septiembre de 2013 |